# Albanese luchtmacht

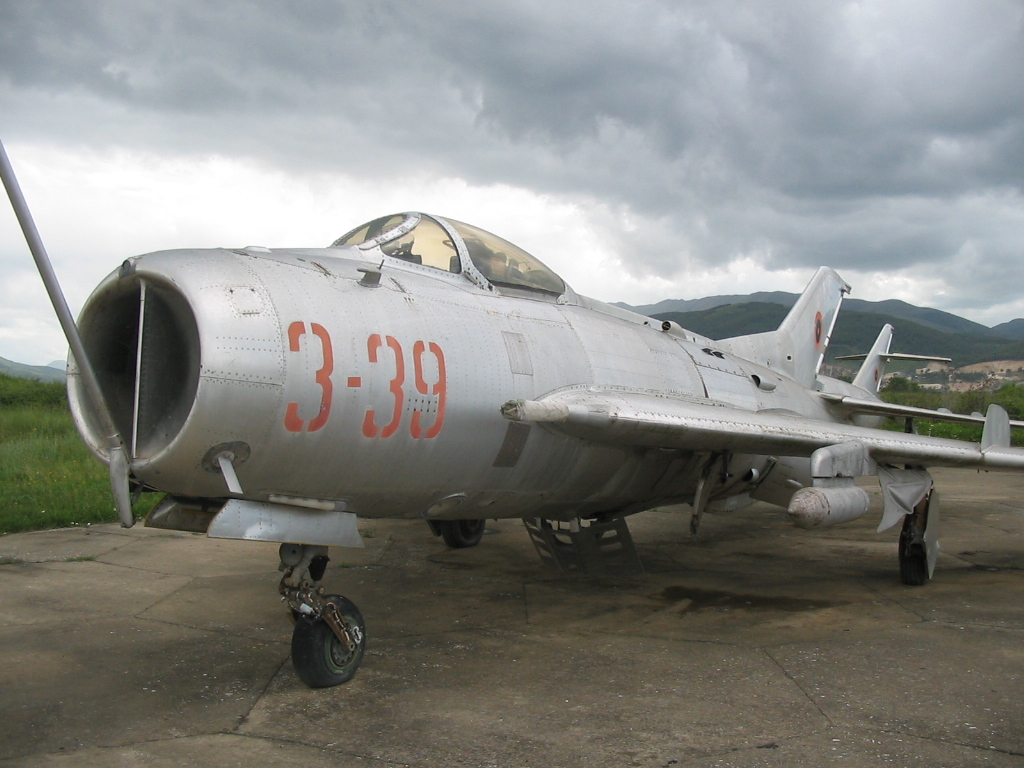
Een Shenyang J-6C van de FUAS.

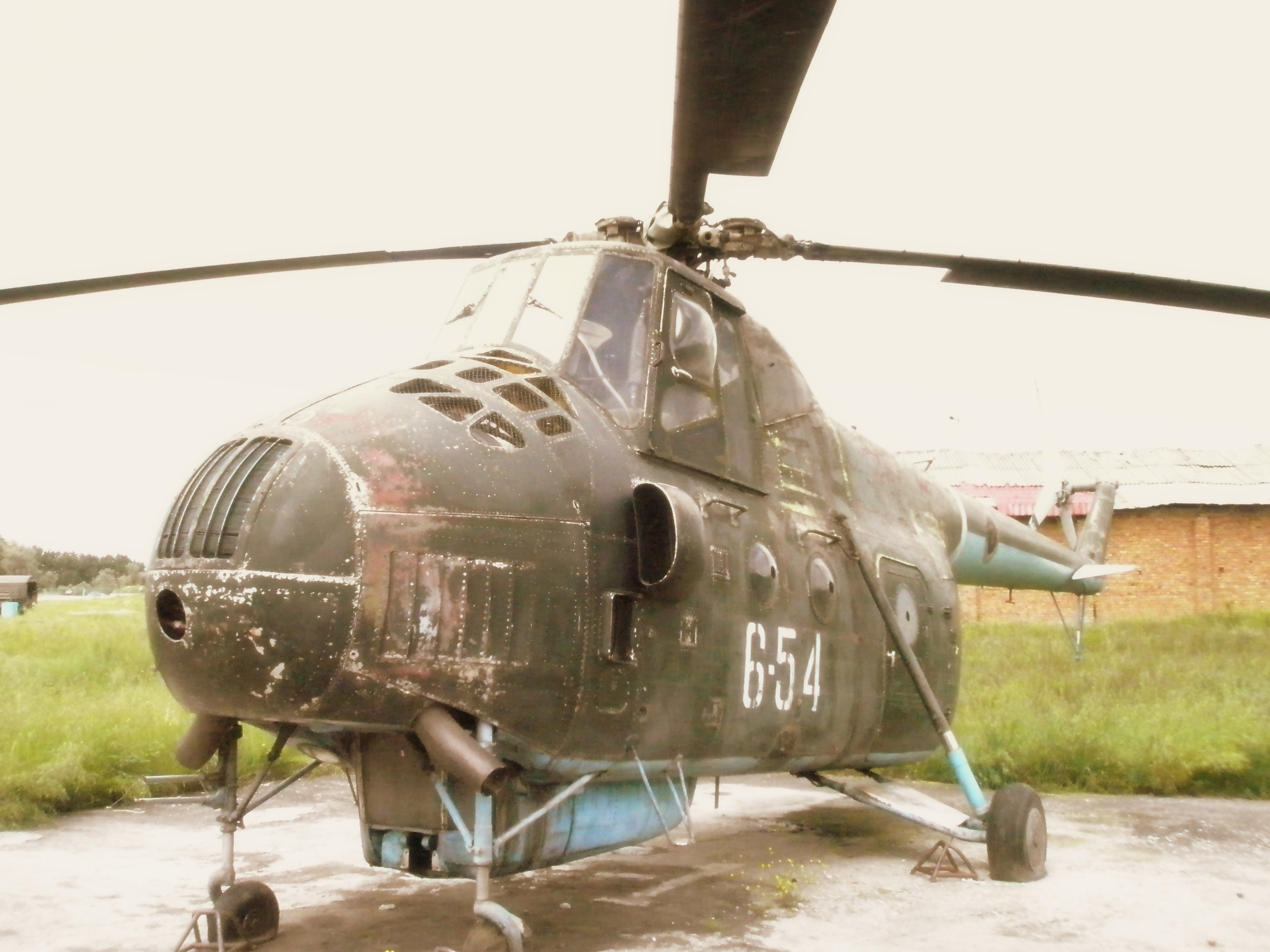
Een Chinese Z-5-helikopter. Eens de ruggengraat van de Albanese luchtmacht, nu een museumstuk.

De Albanese luchtmacht (Albanees: Forcat Ushtarake Ajore Shqipetare, afgekort: FUAS) is de luchtmacht van Albanië. Ze is onderdeel van het Albanese leger en werd midden jaren 2000 gehergroepeerd tot de Albanese luchtbrigade.

## Geschiedenis

### Voorgeschiedenis
Albanië werd in 1912 een onafhankelijk land. In 1914 wilde het een eigen luchtkorps oprichten. Er werd een bestelling voor drie Lohner-Daimler Type H-vliegtuigen geplaatst in Oostenrijk. Doch door het uitbreken van de Eerste Wereldoorlog werden de toestellen door Oostenrijk geconfisqueerd. Financiële problemen verhinderden dat Albanië tijdens het interbellum een luchtmacht kon oprichten.
Albanië werd eind jaren 1930 geannexeerd door Italië. De Italianen bouwden in 1939 het eerste vliegveld van Albanië nabij de hoofdstad Tirana, met het oog op gevechtsoperaties tegen Griekenland en Joegoslavië.

### Het begin met de Sovjet-Unie
Na de Tweede Wereldoorlog werd Albanië een bondgenoot van de Sovjet-Unie en met diens hulp kon het land op 24 april 1951 eindelijk een eigen luchtmacht oprichten. Die werd uitgerust met twaalf Jakovlev Jak-9's die het van de Sovjet-Unie kreeg. Voordien waren Albanese cadetten op vliegopleiding geweest in de Sovjet-Unie.
In 1955 verkreeg de Albanese luchtmacht twee squadrons MiG-15B-jachtvliegtuigen en trainingstoestellen van de USSR. Een aantal ervan bleven nog tot begin jaren 2000 in dienst. In 1956 kreeg het land ook de eerste F-2 geleverd van de Volksrepubliek China. In 1957 verkreeg de Albanese luchtmacht zijn eerste helikopters. In oktober 1959 leverde de Sovjet-Unie twaalf MiG-19PM-toestellen aan Albanië.

### De nieuwe bondgenoot China
Begin jaren 1960 kwam er een breuk in de relaties van het land met de USSR en werd het een bondgenoot van China. Hierna werden een groot aantal Shenyang J-6-gevechtsvliegtuigen verkregen, in feite een kopie van de MiG-19S. Begin jaren 1970 verving Albanië de MiG-19PM's door twaalf modernere Chengdu F-7A's.
Nadat ook de relatie met China verzuurde werd het onderhoud van al deze toestellen danig bemoeilijkt. Het gevolg was een stijgend aantal dodelijke ongevallen. Het land probeerde zelf de specifieke kerosine te produceren en kon ook reserveonderdelen krijgen van Bulgarije. Het aantal vliegwaardige toestellen ging omlaag en tegen 2005 waren ze allemaal uit dienst genomen. Een aantal staat sindsdien in opslagplaatsen.

### Recent
In 1991 werden de eerste toestellen van westerse makelij, Bell 220-helikopters, aangekocht. Bij de Albanese anarchie van 1997, in maart dat jaar, verloor de luchtmacht een aantal toestellen en bases. In november 2006 werd de Albanese luchtmacht hervormd, en werd het de Albanese luchtbrigade.
Voor de toekomst plant de Albanese luchtmacht in te krimpen tot ongeveer 400 manschappen en twee luchtmachtbases. De aankoop van een nieuw transportvliegtuig wordt overwogen. Ook zal het dertien UH-1's en twee SAR-toestellen aankopen en wil het een nieuw squadron met gevechtshelikopters oprichten.

## Luchtmachtbases
De Albanese luchtmacht opereert vanaf zes hoofdbases. Verder opereert de luchtmacht incidenteel vanaf andere vliegvelden verspreid over het land.
1. Aerodroom van Tirana (1951–2005)
2. Vlorë (sinds 1962): vliegacademie.
3. Berat-Kuçovë (sinds 1955): opereerde vroeger gevechtsvliegtuigen die nu in een ondergrondse opslagbunker staan. De infrastructuur werd zwaar beschadigd bij de anarchie van 1997 en later hersteld.
4. Lezhë-Zadrima (1973–2000): momenteel enkel een opslagplaats van oude gevechtsvliegtuigen. De infrastructuur werd zwaar beschadigd bij de Albanese rellen van 1997 en nooit hersteld.
5. Tirana-Rinas (sinds 1961): opereerde 's lands laatste gevechtsvliegtuigen nog in dienst.
6. Tirana-Farka (sinds 1957): de thuishaven van 's lands meeste helikopters.

## Inventaris
De inventaris van de Albanese luchtmacht met vroegere en huidige helikopters en vliegtuigen:
| Toestel                     | Versie(s)               | Aantal nu (eerst) | Van-tot             | Rol                         | Herkomst                                        |
| Vliegtuigen                 | Vliegtuigen             | Vliegtuigen       | Vliegtuigen         | Vliegtuigen                 | Vliegtuigen                                     |
| --------------------------- | ----------------------- | ----------------- | ------------------- | --------------------------- | ----------------------------------------------- |
| Chengdu F-7                 | F-7A                    | (12)              | 1970–2004           | gevecht                     | China                                           |
| Harbin Y-5                  | Y-5B                    | 3 (13)            | 1963+               | transport                   | China                                           |
| Ilyushin Il-14              | Il-14M VEB-14P Avia-14T | (2) (1)           | 1971–1992           | transport                   | Sovjet-Unie                                     |
| Iljoesjin Il-28? Harbin H-5 |                         | (2) (1)           | 1957–1992 1971–1992 | bommenwerper doelwittrekker | Sovjet-Unie China                               |
| MiG-15                      | 15B 15UTI               | (26) (12)         | 1955–2000           | gevecht/training            | Sovjet-Unie, China Sovjet-Unie, Tsjechië, China |
| Nanchang CJ-6               |                         | (20)              | 1962-               | training                    | China                                           |
| Polikarpov Po-2             |                         | (4)               | 1951–1964           | sproeivliegtuig             | Sovjet-Unie                                     |
| Shenyang F-5                | F-5 FT-5                | (12) (8)          | 1962–2004 1972?-    | gevecht/training            | China                                           |
| Shenyang F-6                | F-6C FT-6               | (67) (1)          | 1965–2004 1965–2002 | gevecht                     | China                                           |
| Jakovlev Jak-9              | 9P 9V                   | (11) (1)          | 1951–1956?          | gevecht training            | Sovjet-Unie                                     |
| Jakovlev Jak-11             |                         | (4)               | 1952–1963           | training                    | Sovjet-Unie                                     |
| Jakovlev Jak-18             | 18 18A                  | (4) (18)          | 1952–1962 1953–1962 | training                    | Sovjet-Unie                                     |
| Helikopters                 |                         |                   |                     |                             |                                                 |
| Agusta-Bell AB205           | AB205A-1                | 6                 | 2005+               | transport                   | Italië                                          |
| Agusta-Bell AB206           | AB206C-1                | 7                 | 2002+               | transport                   | Italië                                          |
| Bell 222                    | 222UT                   | (1)               | 1991-               | transport                   | Verenigde Staten                                |
| Eurocopter AS.350 Ecureuil  | AS.350B                 | 1 (3)             | 1991+               | transport                   | Frankrijk                                       |
| Mil Mi-1                    |                         | (3)               | 1957–1960           | transport/SAR               | Sovjet-Unie                                     |
| Mil Mi-4 Harbin Z-5         | Mi-4A                   | (7) (37)          | 1957–2003 1967–2003 | transport/SAR               | Sovjet-Unie China                               |
| Mil Mi-8                    | Mi-8T                   | 1                 | 1999+               | transport                   | Oekraïne?                                       |